# 카메다 세이지
카메다 세이지(亀田 誠治, 1964년 6월 3일~ )는 뉴욕 출신의 일본의 편곡가, 프로듀서, 베이시스트로서 활동하고 있다. 현재 밴드인 도쿄지헨의 멤버.

## 개요
어릴 때부터 클래식 기타와 피아노를 배우고, 열 네살 때에 베이스 기타를 치기 시작했다.
와세다 대학교를 졸업한 뒤 편곡가, 음악 프로듀서로서 활약하고 있다.
2003년부터는 도쿄지헨의 베이스 기타리스트로서도 활동중이다.
베이스 매거진 2005년 10월호에서 폴 매카트니에게 음악을 배웠다고 밝히고있다.
2007년 제49회 일본 레코드 대상에서, 히라이 겐, 안젤라 아키등.. 수많은 편곡의 공로로 편곡상을 수상했다.

## 프로듀스, 편곡, 또는 악곡을 제공한 아티스트
- 고다 마리코(國府田マリ子)
- 기무라 카에라(木村カエラ)
- 내추럴 하이(ナチュラルハイ)
- 뉴스 (NEWS)
- 탄게 사쿠라(丹下桜)
- 도모토 쯔요시(堂本剛)
- 두 애즈 인피니티 (Do As Infinity)
- 라르크 앙 시엘 (L'Arc~en~Ciel)
- 메랭(メレンゲ)
- 세카이이치(セカイイチ)
- 소마 히로코(相馬裕子)
- 소피아 (SOPHIA)
- 스가 시카오(スガシカオ)
- 스피츠(スピッツ)
- 시이나 링고(椎名林檎)
- 안젤라 아키(アンジェラ・アキ)
- 야마아라시(山嵐)
- 유키 (YUKI)
- 이나고 라이더 (175R)
- 이사 (ISSA)
- 이키모노가카리(いきものがかり)
- 이티킹 (ET-KING)
- 차콜 필터 (CHARCOAL FILTER)
- 체킷코(チェキッ娘)
- 코코 (CoCo)
- 케이 (K)
- 클람본(クラムボン)
- 테츠69 (TETSU69)
- 퍼피 (PUFFY)
- 플라스틱 트리 (Plastic Tree)
- 플로 (FLOW)
- 피에로 (PIERROT)
- 히라이 겐(平井堅)
- 히라하라 아야카(平原綾香)
- 히로사와 타다시(広沢タダシ)
- 루시퍼 (Λucifer)
- JY